# Giselberto di Maasgau
Gisilberto di Maasgau (825 circa – tra l'877 e l'885) fu conte di Maasgau (la contea di Maasgau, comprendeva la città di Maastricht e si estendeva lungo la parte bassa della Mosa), dopo l' 840 sino alla sua morte.

## Origine
Non si conoscono con esattezza gli ascendenti. Secondo la professoressa di storia medievale all'Università di Cambridge, Rosamond McKitterick, nel suo Frankish Kingdoms under the Carolingians 751-987 (1983) (Longman, London and New York) a pagina 230. molto probabilmente discendeva da Vichinghi di origine danese, stabilitisi sul basso corso della Mosa, a sud della Frisia, all'inizio del IX secolo. Una seconda ipotesi lo collega ad un Reginardo, figlio di Meginhere, un nobile alla corte di Carlomagno.

## Biografia
Giselberto divenne conte di Maasgau, tra l'840 e l'843, poiché, secondo Christian Settipani, storico francese, specializzato nella genealogia dei personaggi dell'Antichità e dell'Alto Medioevo, nel suo La préhistoire des Capétiens 481-987, 1ère partie, la contea gli fu data da Lotario I, imperatore carolingio dall'840, precisando anche che dovette abbandonarla, dopo il Trattato di Verdun, firmato nell'agosto 843, molto probabilmente poiché secondo il Carolingian Chronicles: Royal Frankish Annals and Nithard's Histories durante la guerra civile si era schierato con Carlo il Calvo, contro Lotario.
Nell'846 Giselberto, vassallo di Carlo il Calvo, come sostiene il Ruodolfi Fuldensis Annales, dopo averla rapita ed essersi rifugiato in Aquitania, sposò una figlia di Lotario; anche secondo gli Annales Mettenses, Giselberto sposò in Aquitania, la figlia dell'imperatore Lotario, dopo averla rapita.
Secondo il Settipani, l'imperatore Lotario accettò il fatto compiuto solo, nell'849. secondo il professore Siegfried Rösch , nel suo, S. Caroli Magni Progenies (Verlag Degener & Co, Neustadt an der Aisch) (1977) il nome della figlia di Lotario era Ermengarda.
Giselberto fu tra coloro che nell'847 appoggiarono il re dei Franchi d'Aqitania, Pipino II contro il re dei Franchi occidentali, Carlo il Calvo, e, dopo che Carlo aveva avuto il sopravvento, trovò accoglienza presso il re dei Franchi orientali, Ludovico il Germanico, e, l'anno dopo, secondo il Settipani poté rientrare nella propria contea.
Nell'860, Giselberto viene citato nell'Adnuntatio domni Karoli, un documento inerente ad un accordo tra il re dei Franchi occidentali, Carlo il Calvo ed il re dei Franchi orientali, Ludovico il Germanico; mentre, nell'863, viene citato nel Chronicon Laureshamense, in un documento inerente ad una donazione di un terreno nella sua contea.
Nel capitolato 877 a Quierzy, egli compare come uno dei reggenti del regno durante l'assenza di Carlo il Calvo, impegnato nella campagna d'Italia: infatti, come suo figlio, Reginardo, Giselberto viene citato al punto 15 del documento scritto da Carlo il Calvo, nel giugno 877, inerente l'appoggio che i notabili del regno avrebbero dovuto dare al figlio di Carlo, Luigi II il Balbo, in caso di guerra contro i Franchi orientali.
Non si conosce l'anno esatto della morte di Giselberto, che fu senz'altro dopo l'877, ma forse fu dopo il settembre 885, in cui risulta, secondo il documento n° 130 del Karoli III diplomata, che a Giselberto fu garantita una proprietà dall'imperatore, Carlo III il Grosso.

## Discendenza
Giselberto dalla moglie, Ermengarda, ebbe due figli: 
- Reginardo (850-915), pur non essendovi alcuna fonte primaria che documenti che sia figlio di Giselberto, gli Iacobi de Guisia Annales Hanoniæ, in diversi passaggi citano Reginardo, come conte di una zona a sud della Frisia, nella parte bassa della Mosa[10], fu conte di Hainaut, come viene riconosciuto dalla Chronica Albrici Monachi Trium Fontium nell'876, e lo era ancora, dopo aver appoggiato secondo gli Annales Vedastini, nell'895, il re di Lotaringia, Sventiboldo[11]
- Alberto (860-928), come risulta da un documento del 932, in cui si dichiara fratello di Reginardo e consanguineo di Giselberto[1].